# Petit-kölönte
A Petit-kölönte (Cottus petiti) a sugarasúszójú halak (Actinopterygii) osztályának skorpióhal-alakúak (Scorpaeniformes) rendjébe, ezen belül a kölöntefélék (Cottidae) családjába tartozó faj.

## Előfordulása

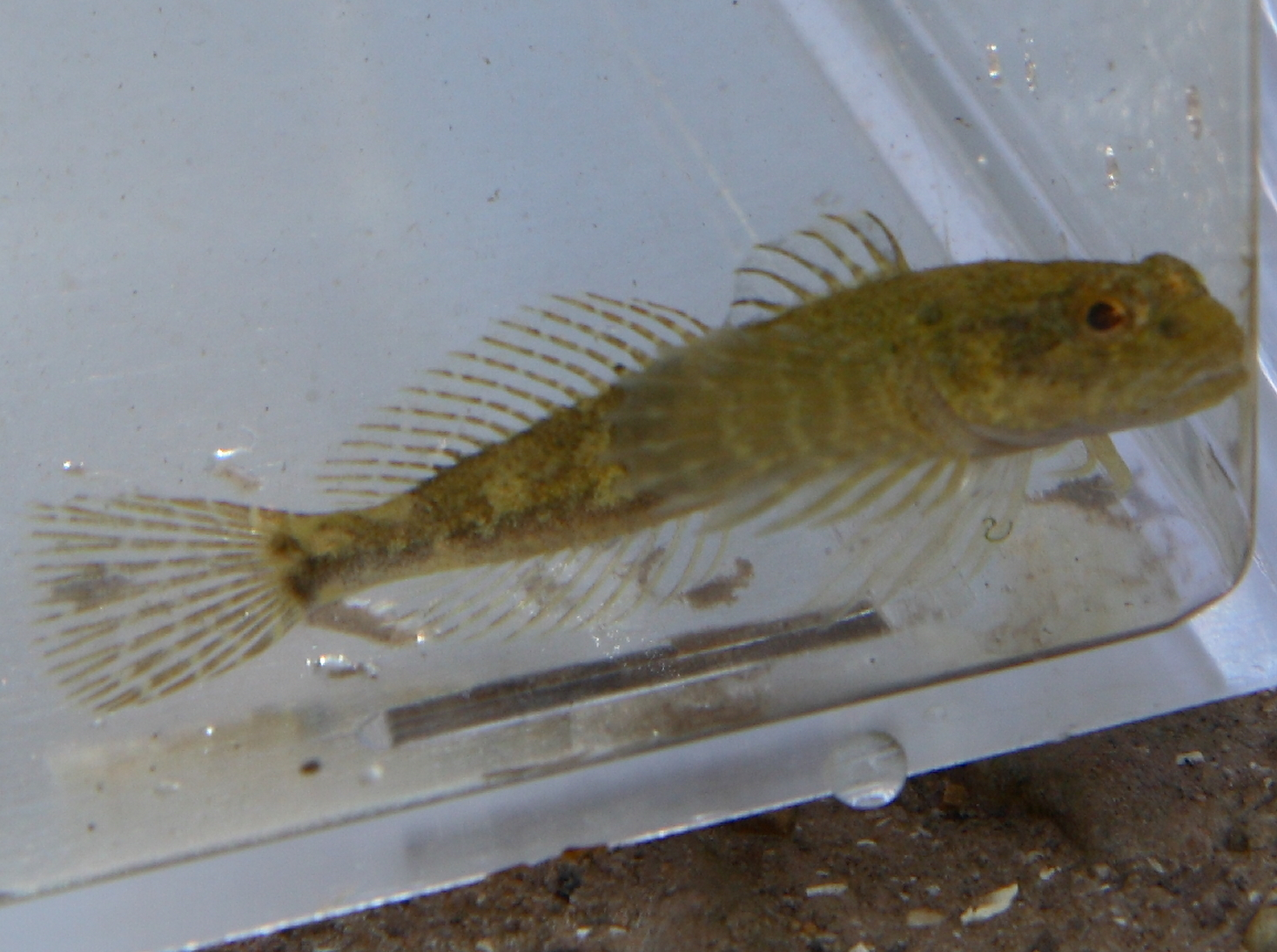
Befogott Petit-kölönte

A Petit-kölönte a dél-franciaországi Lez folyó forrásvidékén él. A gyors folyású patakok tiszta, 13 Celsius-fokos hideg és mésztartalmú vizét kedveli.

## Megjelenése
A hal testhossza 3-5 centiméter, legfeljebb 6,4 centiméter. A legnagyobb kifogott példány 4 grammot nyomott. A többi kölöntefajhoz viszonyítva kicsi és lapított. Kopoltyúfedőjén erős tüske van. Szemei nagyon magasan ülnek. Oldalvonala - helyenként megszakadva - a testoldal közepén a farokúszó tövéig terjed. Pikkelyei kicsinyek. A hátúszóján 5-7 tüske és 15-16 sugár, míg a farok alatti úszóján nincs tüske és 11-13 sugár van. 30 csigolyája van. A farokúszóján 13-16 sugár látható.

## Életmódja
A Petit-kölönte fürge csellékkel és csíkfélékkel társul. Tápláléka apró fenéklakók: bolharákok és tegzeslárvák.

## Szaporodása
A nőstény egy hónapon belül, akár többször is ívhat. Egy „fészekaljban” 20-70 ikra lehet. Az ikra 2,1 milliméter átmérőjű.

### Internetes leírások a petit-kölöntéről
- A faj szerepel a Természetvédelmi Világszövetség Vörös Listáján. IUCN. (Hozzáférés: 2011. szeptember 25.)
- A faj adatlapja a FishBase oldalán. FishBase. (Hozzáférés: 2011. szeptember 25.)
- Cottus petiti Bacescu & Bacescu-Mester, 1964. BioLib.cz. (Hozzáférés: 2010. június 19.)
- A taxon adatlapja az ITIS adatbázisában. Integrated Taxonomic Information System. (Hozzáférés: 2011. szeptember 25.)
- Chabot du Lez  (Cottus petiti) (angol nyelven). ARKIVE. [2011. április 4-i dátummal az eredetiből archiválva]. (Hozzáférés: 2011. szeptember 25.)
- Cottus petiti (angol nyelven). Encyclopedia of Life. (Hozzáférés: 2011. szeptember 25.)
- Cottus petiti (angol nyelven). uBio. (Hozzáférés: 2011. szeptember 25.)